# Калаврита
Калаврита е планинско градче в Ахая. Намира се на склона на планината Хелмос.
Калаврита е издигната на мястото на древната Кинефа в Аркадия. Името си получава по време на т.нар. франкократия през 13 век, когато градът е резиденция на един от 12-те барона на Ахейското княжество - барон Ото де Турне, който издига замък върху руините на древния Акропол на Кинефа. Морейската хроника изписва името му Calovrate. В 1430 г. Калаврита е един от трите центъра на независимото византийско Пелопонеско деспотство на Тома Палеолог. В 1432 г. е вече Деспотат Калаврита на Константин XI Палеолог, оставяйки такъв до 1443 г., когато последния Константин поема императорския римски скиптър за последно в историята. В Калаврита за последно на Балканите и във Византия пребивава Катерина Асенина Закария с децата, сред които София Палеологина - баба на първия цар на Русия - Иван Грозни, посредством което руските монарси приемат и претендират да поемат римското имперско наследство на т.нар. Трети Рим.
Калаврита участва в борбата за независимост на Гърция още през 1770 г. – по време на похода на Алексей Орлов, а през 1821 г. в близкия манастир Света Лавра е дадено начало на Гръцката война за независимост.
Край Калаврита има ски курорт със зъбчата железница.